# San Secondo di Pinerolo
San Secondo di Pinerolo (San Scond in piemontèis, Seisound in occitano) è un comune italiano di 3 612 abitanti della città metropolitana di Torino in Piemonte.
Si trova nella fascia pedemontana non lontano da Pinerolo e fa parte della Unione Montana del Pineroles. Il comune oltre al capoluogo comprende le frazioni di Airali e Miradolo.

## Geografia fisica

### Territorio
Il comune di San Secondo di Pinerolo si trova all'imbocco della valle del torrente Chisone. Il capoluogo, posto ad un'altitudine di 413 m.s.l.m sorge su una collina posta a sud del torrente, l'altitudine minima del territorio comunale è di 314 m.s.l.m, mentre la massima è di 880 m.s.l.m.
Il territorio comunale, la cui estensione complessiva è di 12,57 km², confina a nord con i comuni di Porte e Pinerolo, a sud con Bricherasio a est con Osasco e ad ovest con Prarostino e San Germano Chisone.

### Clima
Posto in posizione collinare, San Secondo di Pinerolo gode di un clima caldo e temperato. La temperatura media annua è di 11,9 °C mentre le precipitazioni medie annue sono di 784 mm.

Di seguito si riporta una tabella riassuntivi dei principali dati meteorologici:
| Mese                | Mesi | Mesi | Mesi | Mesi | Mesi | Mesi | Mesi | Mesi | Mesi | Mesi | Mesi | Mesi | Stagioni | Stagioni | Stagioni | Stagioni | Anno |
| Mese                | Gen  | Feb  | Mar  | Apr  | Mag  | Giu  | Lug  | Ago  | Set  | Ott  | Nov  | Dic  | Inv      | Pri      | Est      | Aut      | Anno |
| ------------------- | ---- | ---- | ---- | ---- | ---- | ---- | ---- | ---- | ---- | ---- | ---- | ---- | -------- | -------- | -------- | -------- | ---- |
| T. max. media (°C)  | 5,7  | 7,8  | 12,2 | 16,5 | 20,9 | 24,3 | 27,3 | 26,2 | 22,8 | 16,9 | 10,5 | 6,8  | 6,8      | 16,5     | 25,9     | 16,7     | 16,5 |
| T. media (°C)       | 2,0  | 3,8  | 7,6  | 11,4 | 15,5 | 18,9 | 21,6 | 20,9 | 17,9 | 12,6 | 6,9  | 3,3  | 3,0      | 11,5     | 20,5     | 12,5     | 11,9 |
| T. min. media (°C)  | −1,6 | −0,1 | 3,0  | 6,3  | 10,2 | 13,6 | 16,0 | 15,6 | 13,0 | 8,3  | 3,4  | −0,2 | −0,6     | 6,5      | 15,1     | 8,2      | 7,3  |
| Precipitazioni (mm) | 40   | 50   | 62   | 79   | 91   | 79   | 47   | 65   | 69   | 80   | 74   | 48   | 138      | 232      | 191      | 223      | 784  |

- Classificazione climatica: zona E, 2885 GG[5]
- Classificazione sismica: zona 3S[5]

## Storia
Non vi sono notizie sull'origine del paese. Esso prende il nome da San Secondo, martire della legione tebana, che è anche patrono del paese.
Le prime fonti scritte riguardano il basso Medioevo, epoca nella quale compare il termine "Miradolium", riferito alla fortezza dipendente dall'abbazia di Santa Maria di Pinerolo. In quel periodo, infatti, era Miradolo il nucleo principale, e non il borgo di San Secondo.
Quella fortezza fu teatro di violenti scontri armati, fino ad essere distrutta a fine Cinquecento durante i combattimenti fra le truppe francesi e quelle sabaudo-ispaniche. Nel corso dell'età moderna, invece, Miradolo iniziò la sua fase discendente, a vantaggio di San Secondo, che divenne sede di una contea infeudata ai conti Bianco. Nel Seicento venne toccata dalle guerre di religione tra cattolici e valdesi, mentre nel Settecento, quando gli scontri si placarono, San Secondo fu protagonista di un deciso sviluppo. La popolazione crebbe e si affermò la lavorazione del vasellame in terracotta (i "tupin"), che la resero famosa nel circondario. Durante l'Ottocento quest'attività crebbe ancora, sino a poter contare su 14 manifatture, che ricavavano l'argilla da apposite cave e che commerciavano i propri prodotti in tutto il Piemonte.
Con il dopoguerra e l'introduzione di nuovi materiali per la realizzazione dei vasi, la principale industria del paese andò in crisi e il tessuto produttivo locale dovette riqualificarsi negli anni sessanta e settanta in nuove attività manifatturiere e commerciali che si concentrarono prevalentemente nella zona di Airali, la parte più pianeggiante del territorio comunale.
Il paese ha quindi conosciuto un profondo sviluppo ed incremento demografico, con la costruzione di nuove zone residenziali unite ad alcune scelte discutibili come l'abbattimento nel centro di San Secondo del castello dei conti Bianco.

### Simboli
Lo stemma è stato riconosciuto con DCG del 1º febbraio 1936.
Su sfondo azzurro è raffigurato san Secondo, armato, nell'atto di trattenere, con una mano, una banderuola d'argento recante una croce rossa; il santo cavalca un cavallo d'argento le cui briglie sono tenute da un angelo coperto da un mantello di rosso.
Il gonfalone, concesso con DPR del 2 marzo 1954.

## Monumenti e luoghi d'interesse

### Architetture religiose

#### Chiesa di San Secondo
La prima menzione documentaria con questo nome risale al 1368. Fu gravemente danneggiata durante gli scontri armati fra cattolici e riformati, in particolare intorno alla metà del Seicento. Proprio per i danni riportati, nonché per l'incuria da parte della comunità e per l'inadeguatezza degli spazi, nel 1710 si inizia a pensare a lavori di riparazione alla chiesa ed alla casa parrocchiale. Nel 1743 iniziano, a spese della comunità, i lavori di ricostruzione della nuova porta della chiesa e della facciata. Nuovi danneggiamenti, soprattutto alla copertura, si hanno nel 1749, a causa del forte vento. La chiesa venne ricostruita in stile barocco nel 1773 ad opera dell'architetto Giuseppe Girolamo Buniva. Per quel che riguarda l'interno, nel 1749, anno della visita del vescovo Giovanni Battista d'Orleans de Saint-Innocent, risultano sette cappelle: sul lato sinistro rispetto all'ingresso quelle di S. Antonio abate "dei vasai", di S. Giovanni Battista, di S. Cristoforo, di S. Lucia; a destra quelle di S. Giuseppe, di S. Anna e del Rosario (spettante all'omonima compagnia). Nel 1768, nel corso di una successiva visita pastorale, il vescovo d'Orlié denuncia l'incuria dell'edificio e l'inadeguatezza degli spazi.

### Architetture militari

#### Castello di Miradolo
L'edificio senz'altro più rilevante è il castello di Miradolo, situato ne pressi del torrente Chisone.
 Posto all'inizio della vallata, venne demolito a fine cinquecento nella guerra franco-sabauda mentre attualmente il castello è un edificio neogotico di tipo residenziale completato da un vasto parco.
Proprio nel castello di Miradolo morì nel 1950 la contessa - pittrice e filantropa - Sofia di Bricherasio del casato dei Cacherano di Bricherasio.

### Altri edifici
Nel centro storico sono presenti ancora edifici del XVIII secolo e un antico pozzo che nel tempo è diventato simbolo del paese. Degne di nota sono anche la chiesa settecentesca della confraternita della santissima Trinità e un tempio valdese inaugurato nel 1958. Sul territorio comunale sono poi presenti inoltre numerosi edifici di culto, nonché alcune cappelle e piloni devozionali.

## Società

### Evoluzione demografica
Abitanti censiti

### Etnie e minoranze straniere
Secondo i dati ISTAT al 31 dicembre 2014 la popolazione straniera residente era di 88 persone, pari al 2,43% della popolazione comunale. La comunità più numerosa era quella rumena con 42 cittadini residenti.

## Cultura

### Scuole
Nel comune di San Secondo sono presenti una scuola materna privata parificata, le scuole elementari e le scuole medie.

## Geografia antropica

### Frazioni

#### Miradolo
La frazione è posta a nord del capoluogo, alle pendici della collina su cui sorge San Secondo. Menzionato già nell'XI secolo (1064), Miradolo era il centro abitato principale del territorio, sede dell'omonimo castello costruito in posizione tale da dominare la zona strategica di sbocco in pianura della val Chisone.
Degna di menzione è la chiesa parrocchiale di Santa Maria, risalente al settecento e la ottocentesca villa della poetessa Colombini,

#### Airali
Sviluppatasi attorno a poche case sparse e alla chiesa di San Giovanni Battista databile al tardo XVII secolo, è la sede principale delle attività commerciali e industriali del comune. Essa sorge sulla parte pianeggiante del territorio comunale lungo la strada comunale che conduce in val Pellice.

## Infrastrutture e trasporti
Ormai servito unicamente dal trasporto stradale, fra il 1882 e il 2012 l'abitato era servito da una fermata posta lungo la ferrovia Pinerolo-Torre Pellice.

## Amministrazione

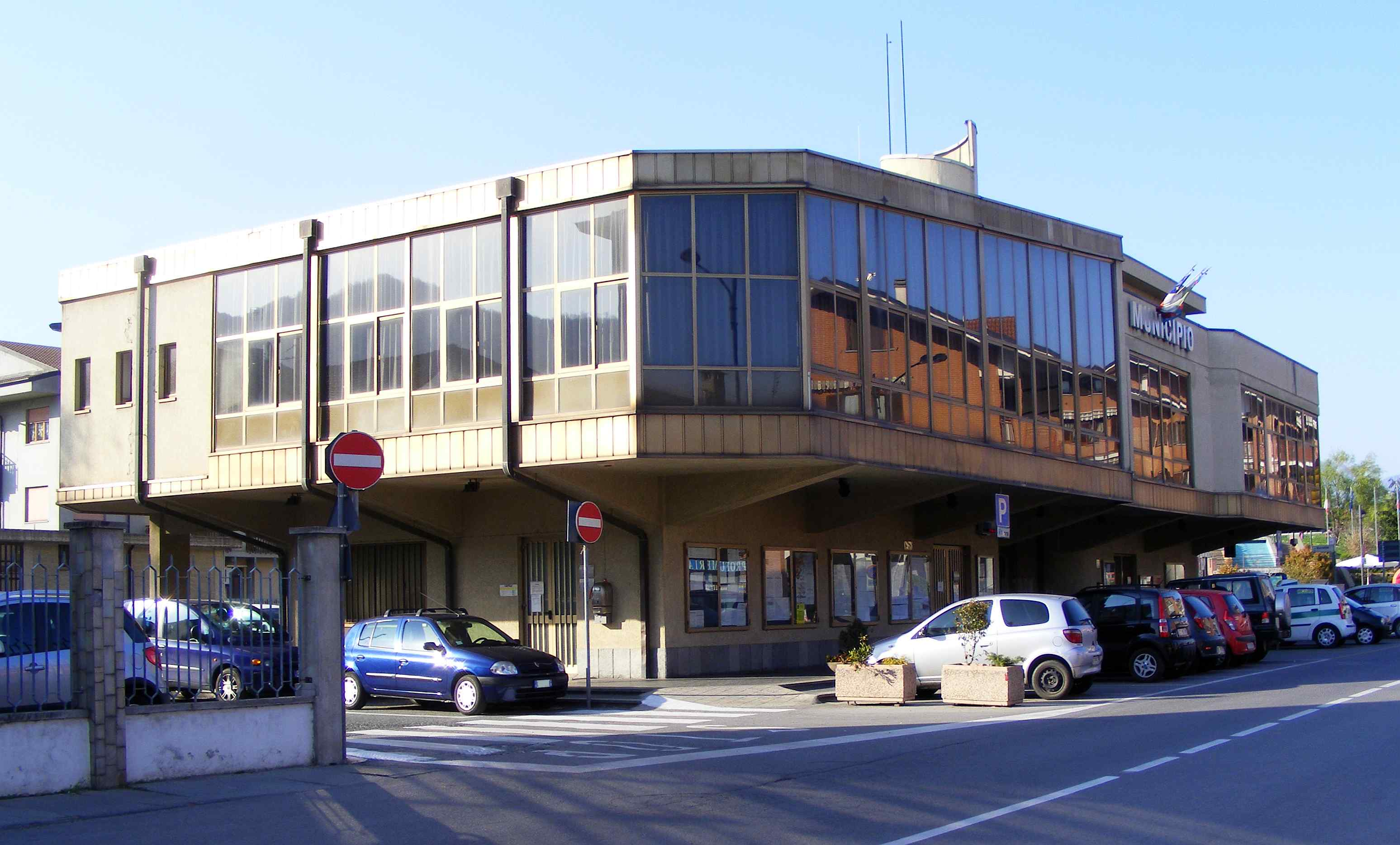
Il Municipio Comunale

Di seguito è presentata una tabella relativa alle amministrazioni che si sono succedute in questo comune.
| Periodo | Periodo   | Primo cittadino  | Partito                       | Carica  | Note        |
| ------- | --------- | ---------------- | ----------------------------- | ------- | ----------- |
| 1985    | 1990      | Mario Avondetto  | Partito Comunista Italiano    | Sindaco |             |
| 1990    | 1995      | Giorgio Ronco    | Partito Comunista Italiano    | Sindaco |             |
| 1995    | 1999      | Luciano Martinat | centro                        | Sindaco |             |
| 1999    | 2004      | Luciano Martinat | liste civiche centro-sinistra | Sindaco | II mandato  |
| 2004    | 2009      | Paolo Cozzo      | lista civica                  | Sindaco |             |
| 2009    | 2014      | Paolo Cozzo      | lista civica                  | Sindaco | II mandato  |
| 2014    | 2019      | Adriana Sadone   | lista civica                  | Sindaco |             |
| 2019    | 2024      | Adriana Sardone  | lista civica                  | Sindaco | II mandato  |
| 2024    | in carica | Adriana Sardone  | lista civica                  | Sindaco | III mandato |

### Gemellaggi
- Carlos Pellegrini][4]

### Altre informazioni amministrative
Il comune faceva parte della Comunità Montana Pinerolese Pedemontano ed in seguito è entrato nell'Unione Montana del Pinerolese.